# Skrillex/Diskografie
Diese Diskografie ist eine Übersicht über die musikalischen Werke des US-amerikanischen Dubstep- und Brostep-Produzenten Skrillex. Den Quellenangaben und Schallplattenauszeichnungen zufolge hat er bisher mehr als 38,4 Millionen Tonträger verkauft, davon alleine in seiner Heimat über 26,6 Millionen. Seine erfolgreichste Veröffentlichung ist die Single Where Are Ü Now mit über 9,5 Millionen verkauften Einheiten.

## Alben

### Studioalben
| Jahr | Titel Musiklabel                                                     | Höchstplatzierung, Gesamtwochen, AuszeichnungChartplatzierungen (Jahr, Titel, Musiklabel, Platzierungen, Wochen, Auszeichnungen, Anmerkungen) | Höchstplatzierung, Gesamtwochen, AuszeichnungChartplatzierungen (Jahr, Titel, Musiklabel, Platzierungen, Wochen, Auszeichnungen, Anmerkungen) | Höchstplatzierung, Gesamtwochen, AuszeichnungChartplatzierungen (Jahr, Titel, Musiklabel, Platzierungen, Wochen, Auszeichnungen, Anmerkungen) | Höchstplatzierung, Gesamtwochen, AuszeichnungChartplatzierungen (Jahr, Titel, Musiklabel, Platzierungen, Wochen, Auszeichnungen, Anmerkungen) | Höchstplatzierung, Gesamtwochen, AuszeichnungChartplatzierungen (Jahr, Titel, Musiklabel, Platzierungen, Wochen, Auszeichnungen, Anmerkungen) | Anmerkungen                                  |
| Jahr | Titel Musiklabel                                                     | DE | AT | CH | UK | US | Anmerkungen                                  |
| ---- | -------------------------------------------------------------------- | --- | --- | --- | --- | --- | -------------------------------------------- |
| 2014 | Recess Owsla (WMG)                                                   | DE28 (2 Wo.)DE | AT14 (4 Wo.)AT | CH11 (5 Wo.)CH | UK13 (4 Wo.)UK | US4 (15 Wo.)US | Erstveröffentlichung: 14. März 2014          |
| 2015 | Skrillex & Diplo Present Jack Ü Owsla (WMG)                          | — | — | — | — | US26 Platin · (45 Wo.)US | Erstveröffentlichung: 1. März 2015 mit Diplo |
| 2023 | Quest for Fire Owsla (WMG)                                           | — | AT49 (1 Wo.)AT | CH57 (1 Wo.)CH | UK78 (1 Wo.)UK | US51 (1 Wo.)US | Erstveröffentlichung: 17. Februar 2023       |
| 2023 | Don’t Get Too Close Owsla (WMG)                                      | — | — | — | — | — | Erstveröffentlichung: 18. Februar 2023       |
| 2025 | F*ck U Skrillex You Think Ur Andy Warhol But Ur Not!! <3 Owsla (WMG) | — | — | — | — | US69 (… Wo.)US | Erstveröffentlichung: 01. April 2025         |

### EPs
| Jahr | Titel Musiklabel                                               | Höchstplatzierung, Gesamtwochen, AuszeichnungChartplatzierungen (Jahr, Titel, Musiklabel, Platzierungen, Wochen, Auszeichnungen, Anmerkungen) | Höchstplatzierung, Gesamtwochen, AuszeichnungChartplatzierungen (Jahr, Titel, Musiklabel, Platzierungen, Wochen, Auszeichnungen, Anmerkungen) | Höchstplatzierung, Gesamtwochen, AuszeichnungChartplatzierungen (Jahr, Titel, Musiklabel, Platzierungen, Wochen, Auszeichnungen, Anmerkungen) | Höchstplatzierung, Gesamtwochen, AuszeichnungChartplatzierungen (Jahr, Titel, Musiklabel, Platzierungen, Wochen, Auszeichnungen, Anmerkungen) | Höchstplatzierung, Gesamtwochen, AuszeichnungChartplatzierungen (Jahr, Titel, Musiklabel, Platzierungen, Wochen, Auszeichnungen, Anmerkungen) | Anmerkungen                                   |
| Jahr | Titel Musiklabel                                               | DE | AT | CH | UK | US | Anmerkungen                                   |
| ---- | -------------------------------------------------------------- | --- | --- | --- | --- | --- | --------------------------------------------- |
| 2009 | Gypsyhook EP Selbstverlag                                      | — | — | — | — | — | Erstveröffentlichung: 7. April 2009 als Sonny |
| 2010 | My Name Is Skrillex Selbstverlag                               | — | — | — | — | — | Erstveröffentlichung: 7. Juni 2010            |
| 2010 | Scary Monsters and Nice Sprites Mau5trap Recordings (Mau5trap) | — | — | — | — | US49 Platin · (94 Wo.)US | Erstveröffentlichung: 25. Oktober 2010        |
| 2011 | More Monsters and Sprites Big Beat (WMG)                       | — | — | — | — | US124 (1 Wo.)US | Erstveröffentlichung: 7. Juni 2011            |
| 2011 | Bangarang (EP) Big Beat (WMG)                                  | — | AT— PlatinAT | CH47 Platin · (6 Wo.)CH | UK31 Gold · (33 Wo.)UK | US14 Platin · (70 Wo.)US | Erstveröffentlichung: 23. Dezember 2011       |
| 2013 | Leaving Nest (WMG)                                             | — | — | — | — | — | Erstveröffentlichung: 2. Januar 2013          |
| 2019 | Show Tracks Owsla (WMG)                                        | — | — | — | — | — | Erstveröffentlichung: 19. Juli 2019           |

## Singles

### Als Leadmusiker
| Jahr | Titel Album                                                   | Höchstplatzierung, Gesamtwochen, AuszeichnungChartplatzierungen (Jahr, Titel, Album, Platzierungen, Wochen, Auszeichnungen, Anmerkungen) | Höchstplatzierung, Gesamtwochen, AuszeichnungChartplatzierungen (Jahr, Titel, Album, Platzierungen, Wochen, Auszeichnungen, Anmerkungen) | Höchstplatzierung, Gesamtwochen, AuszeichnungChartplatzierungen (Jahr, Titel, Album, Platzierungen, Wochen, Auszeichnungen, Anmerkungen) | Höchstplatzierung, Gesamtwochen, AuszeichnungChartplatzierungen (Jahr, Titel, Album, Platzierungen, Wochen, Auszeichnungen, Anmerkungen) | Höchstplatzierung, Gesamtwochen, AuszeichnungChartplatzierungen (Jahr, Titel, Album, Platzierungen, Wochen, Auszeichnungen, Anmerkungen) | Anmerkungen                                                                              |
| Jahr | Titel Album                                                   | DE | AT | CH | UK | US | Anmerkungen                                                                              |
| --- | ------------------------------------------------------------- | --- | --- | --- | --- | --- | ---------------------------------------------------------------------------------------- |
| 2010 | Weekends My Name Is Skrillex                                  | DE100 (1 Wo.)DE | — | — | — | US— GoldUS | Erstveröffentlichung: 8. November 2010 feat. Sirah                                       |
| 2010 | Kill Everybody Scary Monsters and Nice Sprites                | — | — | — | — | US— GoldUS | Erstveröffentlichung: 2010                                                               |
| 2010 | Scary Monsters and Nice Sprites                               | — | — | — | UK— SilberUK | US69 ×2Doppelplatin · (14 Wo.)US | Erstveröffentlichung: 25. Oktober 2010                                                   |
| 2011 | Reptile’s Theme Mortal Kombat: Songs Inspired By The Warriors | — | — | — | — | — | Erstveröffentlichung: 5. April 2011                                                      |
| 2011 | First of the Year (Equinox) More Monsters and Sprites         | — | — | — | — | US85 Platin · (3 Wo.)US | Erstveröffentlichung: 7. Juni 2011                                                       |
| 2011 | Ruffneck (FULL Flex) More Monsters and Sprites                | — | — | — | UK89 (2 Wo.)UK | — | Erstveröffentlichung: 27. Juni 2011                                                      |
| 2012 | Bangarang                                                     | DE55 Gold · (8 Wo.)DE | AT25 (59 Wo.)AT | CH61 (6 Wo.)CH | UK24 Platin · (50 Wo.)UK | US72 ×3Dreifachplatin · (20 Wo.)US | Erstveröffentlichung: 16. Februar 2012 feat. Sirah                                       |
| 2012 | Make It Bun Dem –                                             | — | AT34 (9 Wo.)AT | — | UK58 Silber · (8 Wo.)UK | US— PlatinUS | Erstveröffentlichung: 1. Mai 2012 feat. Damian „Jr. Gong“ Marley                         |
| 2014 | Recess                                                        | DE79 (2 Wo.)DE | AT69 (2 Wo.)AT | — | UK57 (3 Wo.)UK | — | Erstveröffentlichung: 14. März 2014 mit Kill the Noise, Fatman Scoop & Michael Angelakos |
| 2014 | Take Ü There Skrillex & Diplo Present Jack Ü                  | — | — | — | UK63 (1 Wo.)UK | US— PlatinUS | Erstveröffentlichung: 17. September 2014 mit Diplo als Jack Ü feat. Kiesza               |
| 2015 | Where Are Ü Now Skrillex & Diplo Present Jack Ü               | DE33 Gold · (46 Wo.)DE | AT29 (31 Wo.)AT | CH28 Gold · (34 Wo.)CH | UK3 ×2Doppelplatin · (56 Wo.)UK | US8 ×6Sechsfachplatin · (45 Wo.)US | Erstveröffentlichung: 7. März 2015 Verkäufe: + 9.513.333; mit Diplo feat. Justin Bieber  |
| 2016 | Purple Lamborghini Suicide Squad: The Album                   | DE85 (4 Wo.)DE | AT56 (7 Wo.)AT | — | UK61 Silber · (5 Wo.)UK | US33 Platin · (10 Wo.)US | Erstveröffentlichung: 22. Juli 2016 mit Rick Ross                                        |
| 2017 | Would You Ever –                                              | — | — | CH63 (4 Wo.)CH | UK55 Silber · (11 Wo.)UK | US— GoldUS | Erstveröffentlichung: 26. Juli 2017 mit Poo Bear                                         |
| 2019 | Face My Fears –                                               | — | — | — | — | US98 (1 Wo.)US | Erstveröffentlichung: 18. Januar 2019 mit Hikaru Utada                                   |
| 2019 | Malokera –                                                    | — | — | — | — | — | Erstveröffentlichung: 9. August 2019 mit MC Lan & TroyBoi feat. Ludmilla & Ty Dolla Sign |
| 2019 | Midnight Hour –                                               | — | — | — | — | — | Erstveröffentlichung: 29. August 2019 mit Boys Noize & Ty Dolla Sign                     |
| 2021 | Don’t Go Don’t Get Too Close                                  | DE— aDE | — | CH98 (1 Wo.)CH | UK56 (2 Wo.)UK | US69 (1 Wo.)US | Erstveröffentlichung: 20. August 2021 feat. Justin Bieber & Don Toliver                  |
| 2023 | Rumble USB • Quest for Fire                                   | — | — | — | UK19 Silber · (10 Wo.)UK | — | Erstveröffentlichung: 4. Januar 2023 mit Fred Again & Flowdan                            |
| 2023 | Baby Again USB                                                | — | — | — | UK52 (2 Wo.)UK | — | Erstveröffentlichung: 17. März 2023 mit Fred Again & Four Tet                            |
| Folgende Lieder erschienen nicht als Single, wurden aber durch das Album zum Download und Streaming bereitgestellt und konnten somit eine Platzierung erlangen: |                                                               | | | | | |                                                                                          |
| |                                                               | | | | | |                                                                                          |
| 2012 | Breakn’ a Sweat Bangarang                                     | — | — | — | UK32 (9 Wo.)UK | — | feat. The Doors                                                                          |
| 2012 | Kyoto Bangarang                                               | — | — | — | — | US74 Platin · (4 Wo.)US | feat. Sirah                                                                              |

### Als Gastmusiker
| Jahr | Titel Album                                    | Höchstplatzierung, Gesamtwochen, AuszeichnungChartplatzierungen (Jahr, Titel, Album, Platzierungen, Wochen, Auszeichnungen, Anmerkungen) | Höchstplatzierung, Gesamtwochen, AuszeichnungChartplatzierungen (Jahr, Titel, Album, Platzierungen, Wochen, Auszeichnungen, Anmerkungen) | Höchstplatzierung, Gesamtwochen, AuszeichnungChartplatzierungen (Jahr, Titel, Album, Platzierungen, Wochen, Auszeichnungen, Anmerkungen) | Höchstplatzierung, Gesamtwochen, AuszeichnungChartplatzierungen (Jahr, Titel, Album, Platzierungen, Wochen, Auszeichnungen, Anmerkungen) | Höchstplatzierung, Gesamtwochen, AuszeichnungChartplatzierungen (Jahr, Titel, Album, Platzierungen, Wochen, Auszeichnungen, Anmerkungen) | Anmerkungen                                                                             |
| Jahr | Titel Album                                    | DE | AT | CH | UK | US | Anmerkungen                                                                             |
| ---- | ---------------------------------------------- | --- | --- | --- | --- | --- | --------------------------------------------------------------------------------------- |
| 2011 | Get Up! The Path of Totality                   | — | — | — | — | US— GoldUS | Erstveröffentlichung: 6. Mai 2011 Korn feat. Skrillex                                   |
| 2011 | Narcissistic Cannibal The Path of Totality     | — | — | — | — | — | Erstveröffentlichung: 21. Oktober 2011 Korn feat. Skrillex & Kill The Noise             |
| 2012 | Chaos Lives in Everything The Path of Totality | — | — | — | — | — | Erstveröffentlichung: 24. Februar 2012 Korn feat. Skrillex                              |
| 2012 | Lick It Fire & Ice                             | — | — | — | — | — | Erstveröffentlichung: 17. April 2012 mit Kaskade                                        |
| 2013 | Wild for the Night Long.Live.A$AP              | — | — | — | UK43 Silber · (8 Wo.)UK | US80 ×2Doppelplatin · (16 Wo.)US | Erstveröffentlichung: 26. März 2013 A$AP Rocky feat. Skrillex & Birdy Nam Nam           |
| 2015 | El Chapo The Documentary 2.5                   | — | — | — | — | US— GoldUS | Erstveröffentlichung: 9. Oktober 2015 The Game feat. Skrillex                           |
| 2015 | Working for It Generationwhy                   | — | — | — | UK71 (1 Wo.)UK | — | Erstveröffentlichung: 23. Oktober 2015 Zhu x Skrillex x They                            |
| 2017 | So Am I Beach House 3                          | — | — | — | — | — | Erstveröffentlichung: 1. September 2017 Ty Dolla Sign feat. Damian Marley & Skrillex    |
| 2019 | Two Nights Part II Still Sad Still Sexy        | — | — | — | — | — | Erstveröffentlichung: 12. Juli 2019 Lykke Li feat. Skrillex & Ty Dolla Sign             |
| 2020 | Ego Death Featuring Ty Dolla $ign              | DE92 (1 Wo.)DE | — | CH95 (1 Wo.)CH | UK34 Silber · (9 Wo.)UK | — | Erstveröffentlichung: 1. Juli 2020 Ty Dolla Sign feat. Kanye West, FKA Twigs & Skrillex |
| 2021 | In da Getto Jose                               | DE56 (11 Wo.)DE | — | CH25 (13 Wo.)CH | — | US90 (3 Wo.)US | Erstveröffentlichung: 2. Juli 2021 J Balvin feat. Skrillex                              |
| 2021 | En mi cuarto Timelezz                          | — | — | — | — | US— ×2Doppelplatin (Latin)US | Erstveröffentlichung: 30. Juli 2021 Jhay Cortez feat. Skrillex                          |

## Musikvideos
| Jahr | Lied                                         | Regie       |
| ---- | -------------------------------------------- | ----------- |
| 2011 | Cinema                                       | —           |
| 2011 | Rock n’ Roll (Will Take You to the Mountain) | Jason Ano   |
| 2011 | First of the Year (Equinox)                  | Tony Truand |
| 2011 | Ruffneck (FULL Flex)                         | Tony Truand |
| 2012 | Breakn’ a Sweat                              | Tony Truand |
| 2012 | Bangarang                                    | Tony Truand |

## Promoveröffentlichungen

### Promo-Singles
| Jahr | Titel Album                          | Anmerkungen                                                        |
| ---- | ------------------------------------ | ------------------------------------------------------------------ |
| 2015 | To Ü Skrillex & Diplo Present Jack Ü | Erstveröffentlichung: 2015 · mit Diplo feat. AlunaGeorge, US: Gold |

### Freetracks
- 2009: Slats (auf Myspace erschienen)
- 2009: Scatting (auf Myspace erschienen)
- 2010: Needed Change (feat. 12th Planet)
- 2010: Make Things for Smile (auf SoundCloud hochgeladen)
- 2010: Drop Dead (auf Myspace erschienen)
- 2010: Cat Rats (auf SoundCloud hochgeladen)
- 2010: Turmoil (auf Myspace erschienen)
- 2010: Lustbag (auf Myspace erschienen)
- 2010: Oceans (auf Myspace erschienen)
- 2010: Father Said (mit 12th Planet) (auf Myspace erschienen)
- 2010: My Good Bye (Demo; durch eine Fansite veröffentlicht)
- 2011: Evil as Satan (mit Bare Noize)
- 2011: The Disco Rangers Bus (Knows How to Rock N Roll) (auf Myspace erschienen)
- 2011: DnB Ting

## Sonderveröffentlichungen
Remixe
- 2009: Bring Me the Horizon – The Sadness Will Never End
- 2009: Lady Gaga – Bad Romance
- 2009: Horse the Band – Shapeshift
- 2009: Snoop Dogg – Sensual Seduction
- 2010: La Roux – In for the Kill
- 2010: Bruno Mars – Just the Way You Are
- 2010: Lady Gaga – Alejandro
- 2010: The Black Eyed Peas – Rock That Body
- 2010: Frida Gold – Zeig mir wie du tanzt
- 2011: Benny Benassi feat. Gary Go – Cinema (US: Platin)
- 2011: Nero – Promises
- 2011: Katy Perry – E.T.
- 2011: Rob Zombie – Sick Bubblegum
- 2011: SebastiAn – Love in Motion
- 2011: Lady Gaga – Born This Way
- 2011: Avicii – Levels
- 2012: Birdy Nam Nam – Goin’ In
- 2017: Kendrick Lamar – Humble

## Statistik

### Chartauswertung
|                     | DE    | AT    | CH    | UK    | US    |
| ------------------- | ----- | ----- | ----- | ----- | ----- |
| Nummer-eins-Alben   | DE—DE | AT—AT | CH—CH | UK—UK | US—US |
| Top-10-Alben        | DE—DE | AT—AT | CH—CH | UK—UK | US1US |
| Alben in den Charts | DE1DE | AT2AT | CH3CH | UK3UK | US7US |

|                       | DE    | AT    | CH    | UK     | US    |
| --------------------- | ----- | ----- | ----- | ------ | ----- |
| Nummer-eins-Singles   | DE—DE | AT—AT | CH—CH | UK—UK  | US—US |
| Top-10-Singles        | DE—DE | AT—AT | CH—CH | UK1UK  | US1US |
| Singles in den Charts | DE7DE | AT5AT | CH6CH | UK14UK | US9US |

### Auszeichnungen für Musikverkäufe
| Goldene Schallplatte - Australien - 2023: für die Single To Ü - 2024: für die Single In Da Getto - Belgien - 2012: für die Single Bangarang - Dänemark - 2013: für das Streaming Make It Bun Dem - 2016: für das Album Skrillex & Diplo Present Jack Ü - Italien - 2014: für die Single Make It Bun Dem - 2017: für die Single Purple Lamborghini - Kanada - 2012: für die Single Make It Bun Dem - 2012: für die Single Weekends - 2016: für die Single Purple Lamborghini - 2017: für die Single Would You Ever - 2025: für das Album Recess - Mexiko - 2015: für die Single Where Are Ü Now - 2015: für die Single First of the Year (Equinox) - Neuseeland - 2012: für die EP Scary Monsters and Nice Sprites - 2013: für das Lied Kyoto - 2016: für die Single To Ü - 2016: für die Single Take Ü There - 2019: für das Album Skrillex & Diplo Present Jack Ü - Polen - 2023: für die Single Purple Lamborghini - 2024: für das Lied Mind - Portugal - 2021: für die Single In Da Getto - Spanien - 2024: für die Single Bangarang - 2024: für das Lied Volver - Vereinigte Staaten - 2017: für das Lied Rock n’ Roll (Will Take You to the Mountain) - 2017: für die Single Summit - 2021: für das Lied Mind | Platin-Schallplatte - Australien - 2012: für die EP Bangarang - 2016: für die Single Working for It - 2018: für das Album Wild for the Night - 2023: für die EP More Monsters and Sprites - 2023: für die EP Scary Monsters and Nice Sprites - 2023: für das Lied Kyoto - Belgien - 2016: für die Single Where Are Ü Now - Brasilien - 2024: für die Single In Da Getto - Dänemark - 2013: für das Streaming Scary Monsters and Nice Sprites - 2013: für das Streaming First of the Year (Equinox) - 2014: für das Streaming Wild for the Night - 2015: für die Single Where Are Ü Now - Frankreich - 2016: für die Single Where Are Ü Now - 2023: für die Single In Da Getto - Italien - 2018: für die Single Bangarang - 2021: für die Single In Da Getto - Kanada - 2012: für die EP Bangarang - 2013: für die EP Scary Monsters and Nice Sprites - 2016: für die Single Wild For The Night - 2025: für das Lied Rock n’ Roll (Will Take You to the Mountain) - 2025: für das Album Skrillex & Diplo Present Jack Ü - Mexiko - 2013: für die EP Bangarang - 2015: für die Single Bangarang - Neuseeland - 2020: für die Single Purple Lamborghini - 2020: für die Single Would You Ever - 2022: für die Single El Chapo - Polen - 2021: für die Single Where Are Ü Now - 2024: für die Single In Da Getto - Schweden - 2012: für die Single Bangarang - 2015: für die Single Where Are Ü Now - Spanien - 2024: für die Single En mi cuarto - 2024: für die Single Humble (Remix) | 2× Platin-Schallplatte - Australien - 2023: für die Single Make It Bun Dem - 2023: für die Single Purple Lamborghini - 2023: für die Single Scary Monsters and Nice Sprites - 2023: für die Single Would You Ever - Dänemark - 2013: für das Streaming Bangarang - 2016: für die Single Where Are Ü Now - Kanada - 2025: für die Single First of the Year (Equinox) - Neuseeland - 2014: für die Single Bangarang - 2022: für die EP Bangarang - 2022: für die Single Wild For The Night - 2024: für die Single Make It Bun Dem - 2024: für die Single Working for It - Norwegen - 2020: für die Single Where Are Ü Now - Schweden - 2012: für die EP Scary Monsters and Nice Sprites - 2012: für die Single First of the Year (Equinox) - Spanien - 2020: für die Single Where Are Ü Now - 2021: für die Single In Da Getto 5× Goldene Schallplatte - Mexiko - 2022: für die Single In Da Getto 3× Platin-Schallplatte - Italien - 2017: für die Single Where Are Ü Now - Kanada - 2025: für die Single Scary Monsters and Nice Sprites 4× Platin-Schallplatte - Neuseeland - 2016: für die Single Where Are Ü Now 6× Platin-Schallplatte - Australien - 2023: für die Single Where Are Ü Now - Kanada - 2025: für die Single Bangarang 7× Platin-Schallplatte - Australien - 2023: für die Single Bangarang - Kanada - 2025: für die Single Where Are Ü Now |

Anmerkung: Auszeichnungen in Ländern aus den Charttabellen bzw. Chartboxen sind in ebendiesen zu finden.
| Land/RegionAuszeichnungen für Musikverkäufe (Land/Region, Auszeichnungen, Verkäufe, Quellen) | Silber     | Gold       | Platin         | Verkäufe   | Quellen                           |
| -------------------------------------------------------------------------------------------- | ---------- | ---------- | -------------- | ---------- | --------------------------------- |
| Australien (ARIA)                                                                            | —          | 2× Gold2   | 27× Platin27   | 1.960.000  | aria.com.au                       |
| Belgien (BRMA)                                                                               | —          | Gold1      | Platin1        | 45.000     | ultratop.be                       |
| Brasilien (PMB)                                                                              | —          | —          | Platin1        | 40.000     | pro-musicabr.org.br               |
| Dänemark (IFPI)                                                                              | —          | 2× Gold2   | 8× Platin8     | 190.000    | ifpi.dk                           |
| Deutschland (BVMI)                                                                           | —          | 2× Gold2   | —              | 350.000    | musikindustrie.de                 |
| Frankreich (SNEP)                                                                            | —          | —          | 2× Platin2     | 333.333    | snepmusique.com                   |
| Italien (FIMI)                                                                               | —          | 2× Gold2   | 5× Platin5     | 310.000    | fimi.it                           |
| Kanada (MC)                                                                                  | —          | 5× Gold5   | 23× Platin23   | 2.040.000  | musiccanada.com                   |
| Mexiko (AMPROFON)                                                                            | —          | 3× Gold3   | 4× Platin4     | 530.000    | amprofon.com.mx                   |
| Neuseeland (RMNZ)                                                                            | —          | 5× Gold5   | 17× Platin17   | 487.500    | aotearoamusiccharts.co.nz NZ2 NZ3 |
| Norwegen (IFPI)                                                                              | —          | —          | 2× Platin2     | 120.000    | ifpi.no                           |
| Österreich (IFPI)                                                                            | —          | —          | Platin1        | 20.000     | ifpi.at                           |
| Polen (ZPAV)                                                                                 | —          | 2× Gold2   | 2× Platin2     | 150.000    | olis.pl                           |
| Portugal (AFP)                                                                               | —          | Gold1      | —              | 5.000      | Einzelnachweise                   |
| Schweden (IFPI)                                                                              | —          | —          | 6× Platin6     | 240.000    | sverigetopplistan.se              |
| Schweiz (IFPI)                                                                               | —          | Gold1      | Platin1        | 45.000     | hitparade.ch                      |
| Spanien (Promusicae)                                                                         | —          | 2× Gold2   | 6× Platin6     | 360.000    | elportaldemusica.es               |
| Vereinigte Staaten (RIAA)                                                                    | —          | 9× Gold9   | 24× Platin24   | 26.620.000 | riaa.com                          |
| Vereinigtes Königreich (BPI)                                                                 | 7× Silber7 | Gold1      | 3× Platin3     | 3.620.000  | bpi.co.uk                         |
| Insgesamt                                                                                    | 7× Silber7 | 38× Gold38 | 133× Platin133 |            |                                   |